# ぼぎわんが、来る
『ぼぎわんが、来る』（ぼぎわんがくる）は、澤村伊智による日本のホラー小説。2015年に「澤村電磁」名義『ぼぎわん』のタイトルで第22回日本ホラー小説大賞の大賞を受賞。後に改題して10月30日、澤村の小説家デビュー作として刊行された。本書に登場する霊媒師姉妹を主人公とした「比嘉姉妹シリーズ」の第1作目。また、2018年に漫画化されている。2018年12月7日、『来る』のタイトルで実写映画が公開された（詳細は後述）。

## 執筆背景
2012年にフリーライターとなった澤村伊智は趣味として執筆を始め、2014年春時点で10作の短編を書き上げていた。そして34歳の節目に自身初めての長編小説に挑戦する。これは都筑道夫『都筑道夫のミステリイ指南』にあった長編執筆の教えと、澤村の好きな作家・殊能将之のデビュー作執筆が34歳のときだったことが理由である。澤村は自身が最も好きな「怖い話」をテーマに書き、友人らに読ませたところ評判がよかったため日本ホラー小説大賞へ応募した。

## 構成

### 語り手
本作は3章構成であり、第1章「訪問者」では新婚でイクメンになったサラリーマン・田原秀樹、第2章「所有者」では彼の妻・田原香奈、第3章「部外者」ではオカルトライター・野崎昆の視点で描かれている。澤村は300枚の原稿を書き上げるにあたって、自身が得意とする一人称視点でその長さの長編を書くのが困難であったため、語り手を三交替制とした。

### 恐怖の描写
本作のタイトルであり、作中にも登場する「ぼぎわん」は澤村オリジナルのおばけである。作中では三重県に伝わる妖怪とされ、古文書による言及が存在する。しかしこれは数世代にわたって「ぼぎわん」が人々から恐れられていたことを表してはいるが、実在の伝承ではない。作中では室町時代に宣教師によって『ブギーマン』と名付けられたものが当時の日本人の発音のなまりで「ぼぎわん」と呼ばれるようになったと説明されている。
本作は"恐怖"を描くことに専念して執筆されている。澤村は執筆にあたって"恐怖"とは何かを考え、人に"恐怖"を与えるのは対象それ自体の姿形や性格ではなく、「人々に恐れられている」ということ自体ではないかと仮説を立てた。つまり、おばけの由来や実害そのものよりも、名前とそれが「怖いという触れ込み」が不気味さと恐怖を掻き立てると考えた。作中では不可解なできごとが重なるが、澤村によると"恐怖"を生み出すのは「何が起こったかより、誰がどんな反応をしたか」である。仮説を実証するために澤村は架空のおばけ「ぼぎわん」を創作し、登場人物たちがそれを恐れる姿を描くことで、読者に"恐怖"を生み出すことを目指した。そのため本作では語り手たちのリアクションに重点を置いた描写が徹底されている。

## 批評
本作は第22回日本ホラー小説大賞にて大賞を受賞している。同賞史上初めて審査員全員の最高評価によって予備選考を通過。綾辻行人、貴志祐介、宮部みゆきによる最終選考でも全会一致で受賞を勝ち取った。「“得体の知れない脅威”が忍び寄るホラーの王道」のみならず、「"今まで正義だと思っていた人間が、角度を変えてみた時に全くの別人に変わる"という人間の怖さ」を描き、高い評価を得たとされる。
文芸評論家の東雅夫は、視点人物を変えた3章それぞれに序破急が存在する「構成の見事さ」と、得体のしれない恐怖を読み手に感じさせる「怪異描写の巧みさ」を評価し、「これこそは、文芸ならではのホラー表現の極み」と述べた。

## あらすじ
幼少期に謎の怪物“ぼぎわん"に遭遇した田原秀樹。 社会人になって、家庭を持った彼の元に謎の訪問者が現れて以来、彼の周りで不可思議な怪奇現象が起こる。

## 登場人物

### 田原一家
田原秀樹（たはら ひでき）
第1章の語り手。イクメンになりたてのサラリーマン。子育てブログを書いている。
田原香奈（たはら かな）
第2章の語り手。秀樹の妻。育児ノイローゼ気味。
田原知紗（たはら ちさ）
秀樹と香奈の娘。
田原志津（たはら しづ）
秀樹の祖母。感情を表に出さないが恐ろしい過去を胸に秘めている。その恨みから自ら悪霊を呼び寄せ、ことの発端を作る。
田原銀二（たはら ぎんじ）
秀樹の祖父。秀樹が物心ついたころには既に寝たきり状態で、認知症を患っていた。
田原久則（たはら ひさのり）
秀樹の叔父に当たる人物。幼いころに交通事故に遭い既に故人。
田原澄江（たはら すみえ）
秀樹の母。義母の志津からある事を受け継いだことがことの発端となる。

### 田原家の関係者
野崎崑（のざき こん）
第3章の語り手。オカルトライター。唐草の仲介で秀樹を紹介される。冷静な性格。映画版では野崎和浩（のざき かずひろ）と名前が変更されている。
唐草大悟（からくさ だいご）
大学で民俗学を教えている准教授。秀樹の旧友。映画版では津田大吾（つだ だいご）と名前が変更されている。
高梨重明（たかなし しげあき）
秀樹の会社の後輩。秀樹への謎の訪問者を取り次いだ際、不可解な傷を負いそれが元で死に至る。
村木（むらき）
福岡県警の刑事で一連の事件で野崎に疑いを向ける。映画では琴子が事件前に早々警察に協力要請をしていた事で未登場。

### 除霊師
原作と映画版では除霊師の登場が異なる。原作では多忙な琴子の代わりとして全国各地から個別に除霊師が呼ばれるが、現場に到着する移動前に悪霊の強さを察して勢津子以外は全て退散する。対して映画版では琴子の助力要請によって全国各地から一同に集結する流れとなる。また登場する除霊師には宗教の隔たりが一切なく、大乗仏教の禅僧や密教僧、日本神道の神官、沖縄のユタ、修験道の山伏から韓国祈祷師のムーダン等の東洋系の宗教家や科学的に除霊を行う研究チームに至るまで様々な種類の除霊師がクライマックスで集結する。
比嘉真琴（ひが まこと）
野崎が信頼を寄せる霊能力者。髪の色をピンクに染め、パンク系のファッションに身を包んでいる。普段はバー（映画版ではキャバクラ）に勤める巫女。
比嘉琴子（ひが ことこ）
真琴の姉。警察本部及び政府にもコネクションがあり、日本で最強と呼ばれている霊能力者。全国の霊媒師及び除霊師に顔が利き秀樹のために口利きを行う。映画版では自分の力だけだとぼぎわんを抑えることが不可能と察し、全国各地の除霊師たちを呼び寄せる。
逢坂勢津子（おうさか せつこ）
琴子に紹介された霊媒師。普段は普通の主婦で家族に隠して霊媒を行っている。温厚な性格。映画版では逢坂セツ子（おうさか せつこ）と名前が変更され、設定も落ち目のタレント霊媒師となっている。原作では除霊前にぼぎわんによって絶命するが、映画版では襲撃後も生存し、最後まで活躍する。
沖縄ユタ
映画版のみ登場。琴子の助力要請によって上京する沖縄の4人のユタ（シャーマン）の女性。上京してはしゃぎながら移動中にぼぎわんの襲撃にあい、タクシーの衝突事故によって全滅する。
大鳥神社神官
映画版のみ登場。琴子の助力要請によって上京する甲賀大鳥神社の4人の除霊師。移動中の新幹線内でぼぎわんの危険を悟って個々で別れて移動する。琴子の話によると、助力を頼んだ除霊師の半数はユタのように死亡するが、危機を察した4人は一人も欠くことなく無事にたどり着いて活躍する。
巫女
映画版のみ登場。琴子の助力要請によって協力する4人の女子高生。除霊前は現場でスマホで写真を撮ったりはしゃいでいるが他の除霊師と同じく霊感は強く、舞を踊って霊をおびき寄せる。

## 書誌情報

### 小説
- 単行本 (2015年10月30日、KADOKAWA) – ISBN 978-4-04-103556-6
- 文庫判 (2018年2月24日、角川ホラー文庫) – ISBN 978-4-04-106429-0

### 漫画
- 1巻 (2018年12月7日、KADOKAWA) – ISBN 978-4-04-065327-3
- 2巻 (2019年6月8日、KADOKAWA) – ISBN 978-4-04-065768-4
- 3巻 (2019年12月7日、KADOKAWA) – ISBN 978-4-04-064239-0

## 映画
『来る』(くる) のタイトルで、小説を原作とした実写映画が2018年12月7日に公開。監督は中島哲也。主演は岡田准一。

### 制作
本作は中島哲也の自身5年ぶりの監督作品である。中島は原作小説を読んですぐに映画化のオファーを受け、ハイバイの岩井秀人と共同で1年以上かけて脚本を執筆している。
2018年2月11日に映画の制作を発表。同時点で映画はクランクインしており、主演の岡田准一は2月中旬から撮影開始が予定された。
2018年8月14日には特報が解禁された。なお、宣伝時は「ぼぎわん」という名が隠されている。
2018年11月22日には漫才師の今くるよとのコラボレーション映像が公開された。

### あらすじ（映画）
社内では子煩悩で愛妻家で通っている田原秀樹の身に、ある日から怪異現象が勃発する。その怪異現象によってその家族や会社の同僚たちにまで危害が及ぶようになり、オカルトライターの野崎和浩に現象の解明と除霊を依頼する。野崎は、霊媒師の血を引くキャバ嬢・比嘉真琴らと共に調査に乗り出すが、そこで正体不明の訪問者と対峙することになる。

### キャスト
- 野崎和浩 - 岡田准一
- 田原秀樹 - 妻夫木聡（幼少期：安田逸星）
- 田原香奈 - 黒木華（幼少期：岸本栞奈、青年期：中尾百合絵）
- 田原知紗 - 志田愛珠
- 比嘉真琴 - 小松菜奈（幼少期：田川也実）
- 比嘉琴子 - 松たか子（青年期：奥村佳恵）
- 津田大吾 - 青木崇高
- 逢坂セツ子 - 柴田理恵
- 高梨重明 - 太賀
- 香奈の母 - 蜷川みほ
- 眞鍋綾 - 高橋ユウ
- スーパーマーケット店長 - 伊集院光
- 美咲 - 手塚真生
- 田原澄江 - 石田えり
- 田原志津 - ヨネヤマママコ
- 澄江の夫 - 都築謙二郎
- 田原銀二 - 五歩一豊
- 園児の祖父 - 浦田賢一
- 保育士 - 清水葉月、荻野友里
- 秀樹の親戚 - 星野園美、芹澤興人、山下心煌、青野敏行、新海なつ、旭屋光太郎、甲斐正法、千草明日翔、柘植恭平、和泉敬子、結城市朗、戸水章二、関安子
- 秀樹の友人 - 奥野瑛太、呉城久美、長井短、矢作マサル、川村紗也、きなり、小宮一葉、友咲まどか
- 秀樹のパパ友 - 山西竜也、小澤慎一朗（ピスタチオ）、亀田侑樹、内堀太郎、二見悠、松澤匠、梅林亮太、朝香賢徹
- 香奈の友人 - 徳橋みのり
- スピーチ担当 - 岩谷健司、中野英樹
- ホステス - 菊池真琴、横町ももこ
- 靴屋店員 - 麻美
- 居酒屋店員 - 増田朋弥
- 埼玉県警視 - 宮川浩明
- 医師 - 鈴木晋介、飯田隆裕
- ブライダル司会者 - 大塚和彦
- 看護師 - 竹崎綾華
- タクシー運転手 - 水野智則、松浦祐也
- スーパーマーケット店員 - 細川唯
- 園児 - 桐谷香凛
- 知紗 - 中川江奈
- 大鳥神社神官 - 亀井賢二、上村厚文、東康平、牛丸裕司
- 沖縄ユタ - 吉田妙子、田仲洋子、あさと愛子、眞榮平清子
- 巫女 - 上原実矩、山田佳奈実、中島さくら、田中日陽里
- 中華料理屋 - 一本気伸吾、Bharat Maharjan
- コンビニ店員 - 猫目はち
- 芸人 - レギュラー
- 番組司会者 - 森本のぶ
- 女子高生 - 大坂美優、坪井ミサト、住吉史衣
- 女性社員 - 赤坂あすか、せきぐちきみこ
- 本人役 - 團遥香

### スタッフ
- 原作 - 澤村伊智「ぼぎわんが、来る」（角川ホラー文庫）
- 監督 – 中島哲也
- 脚本 – 中島哲也、岩井秀人[10]、門間宣裕
- 製作 - 市川南
- エグゼクティブ・プロデューサー - 山内章弘
- 企画・プロデュース – 川村元気[10]
- プロデューサー - 西野智也、兼平真樹
- 制作プロデューサー - 佐藤満
- ラインプロデューサー - 内山亮
- 撮影 - 岡村良憲
- 照明 - 高倉進、上野敦年
- 録音 - 矢野正人
- 美術 - 桑島十和子
- 装飾 - 西尾共未
- スタイリスト - 申谷弘美
- チーフヘアメイク - 山﨑聡
- 音楽プロデューサー - 冨永恵介、成川沙世子
- 音楽 - 坂東祐大、Klan Aileen、Matthew Herbert、梅林太郎、米田望、jan and naomi、y0c1e、千葉純治、LEO今井
- キャスティングディレクター - 元川益暢
- VFXスーパーバイザー - 柳川瀬雅英、桑原雅志
- 編集 - 小池義幸
- 記録 - 長坂由起子
- 助監督 - 髙土浩二
- 制作担当 - 大塚健二
- 配給 - 東宝
- 製作プロダクション – 東宝映画、ギークサイト
- 製作 - 「来る」製作委員会

### オープニング
- Shooting Director - 鎌谷聡次郎
- 撮影 - 今村圭佑
- 照明 - 横堀和宏、海道元
- 美術 - 松本千広
- 特機 - 坂本孝宏
- 操演 - TOSHI、平出浩一、菅野幸光
- 助監督 - 高橋匡彦
- 美術助手 - 阿部幹大、中山征幸
- 仕掛け - 池内潤、矢吹貴、印宮諒雅
- 編集 - 遠藤文仁
- CG - 西藤立樹
- アニメーション作家 - 水江未来
- カラリスト - 長谷川将広

### ロケ地
夫の故郷が三重県であるという設定のため、四日市市や津市など三重県内6か所でロケーション撮影が行われ、四日市市では2018年2月から円光寺や旧平田家住宅などで撮影された。四日市市立図書館では映画を紹介するパネル展を同年11月28日から1か月間開催した。帰郷シーンの一部は栃木県真岡市の岡部記念館「金鈴荘」で撮影された。
田原一家が住むマンションは埼玉県和光市周辺という設定だが、撮影はJR武蔵野線吉川美南駅近くのマンションで行われた。クライマックスの儀式も同じマンション前の児童公園で行われた。ラストシーンで使用された駅ホームも吉川美南駅が使用されている。
比嘉真琴の住むマンションに野崎と田原が出入りするシーンは、東京都台東区の吉原で撮影されている。
車両がトラックでクラッシュするカーアクションシーンは、北九州市小倉北区城内で四車線道路を封鎖して撮影されている。

### 関連商品
- オリジナルサウンドトラック（CD1枚組、RBCP-3306）
  - 発売日：2019年1月9日
  - レーベル：Rambling RECORDS
- 映像ソフト
  - Blu-ray豪華版（Blu-ray2枚組、TBR-29153D）
  - DVD通常版（DVD1枚組、TDV-29154D）
  - 発売日：2019年7月3日
  - 発売・販売元：東宝株式会社

### 受賞
- 第23回日本インターネット映画大賞 日本映画思い入れ作品賞[16]